# Encholirium biflorum
Encholirium biflorum là một loài thực vật có hoa trong họ Bromeliaceae. Loài này được (Mez) Forzza mô tả khoa học đầu tiên năm 2005.